# Линија 553 (Београд)
Линија 553 једна је од аутобуских линија у Београду. Њена претеча била је линија 864.

## Опис
Линија 553 је градско-приградска линија у Београду. У почетку протезала се кроз две ИТС зоне. Са увођењем бесплатног јавног превоза у Београду зоне су укинуте. На путу до Руцке линија опслужује и друга Чукаричка насеља попут Остружнице, Пећана и Умке.
Линија саобраћа целодневно и свакодневно. Почетно стајалиште линије је терминус Београд на Води, а завршно Руцка /Окретница/. Не постоји ноћни превоз на овој линији.

## Историјат
Линија је уведена 1. маја 2014. године. Кратак временски период саобраћала је заједно са линијом 864, са којом је делила исту трасу и иста стајалишта. Првобитно почетно стајалиште линије била је Главна железничка станица, да би садашњу трасу код Београда на води добила 30. октобра 2020. године.

## Превозници
Приликом увођења превозници на овој линији били су СП Ласта а. д. и ГСП Београд. Касније све поласке на овој линији преузима приватни превозник C&LC-Group d.o.o.

## Траса линије
| Смер А | БЕОГРАД НА ВОДИ - Булевар Вудроа Вилсона - Булевар војводе Мишића - Радничка - Савска магистрала - Тринаестог октобра - Душана Дамјановића - РУЦКА                                       |
| Смер Б | РУЦКА - Душана Дамјановића - Тринаестог октобра - Савска магистрала - Радничка - Булевар војводе Мишића - Мостар - Савска - Николаја Кравцова - Булевар Вудроа Вилсона - БЕОГРАД НА ВОДИ |

### Списак стајалишта
| Бр. | Смер А Београд на води - Руцка | Смер Б Руцка - Београд на води |
|     | Стајалиште                     | Стајалиште                     |
| --- | ------------------------------ | ------------------------------ |
| 1.  | Београд на води                | Руцка /окретница/              |
| 2.  | Сајам                          | Руцка 4                        |
| 3.  | Чукарица                       | Руцка 3                        |
| 4.  | Железник ``Р``                 | Руцка 2                        |
| 5.  | Остружница 1                   | Руцка 1                        |
| 6.  | Остружница 2                   | Умка /центар/                  |
| 7.  | Пећани                         | Зеленгора                      |
| 8.  | Зеленгора                      | Пећани                         |
| 9.  | Умка /центар/                  | Остружница 1                   |
| 10. | Руцка 1                        | Остружница 2                   |
| 11. | Руцка 2                        | Железник ``Р``                 |
| 12. | Руцка 3                        | Чукарица                       |
| 13. | Руцка 4                        | Сајам                          |
| 14. | Руцка /окретница/              | Кула Београд                   |
| 15. |                                | Београд на води                |